# Сьете-Пикос
Сье́те-Пи́кос (исп. Siete Picos, буквально — «Семь пиков») — гора в Испании.
Высота над уровнем моря — 2138 м, относительная высота — 278 м. Геологически сложена гранитом и относится к массиву Сьерра-де-Гвадаррама. Гора имеет семь вершин с небольшой относительной высотой.
Сьете-Пикос находится на границе Кастилии и Леона с автономным сообществом Мадрид в 19 км южнее Сеговии.
Склоны горы покрыты сосновыми лесами, выше — альпийскими лугами. На мадридской стороне горы на высоте 1900 м находятся истоки реки Гвадаррама, притока Тахо.